# Chalet Huergo

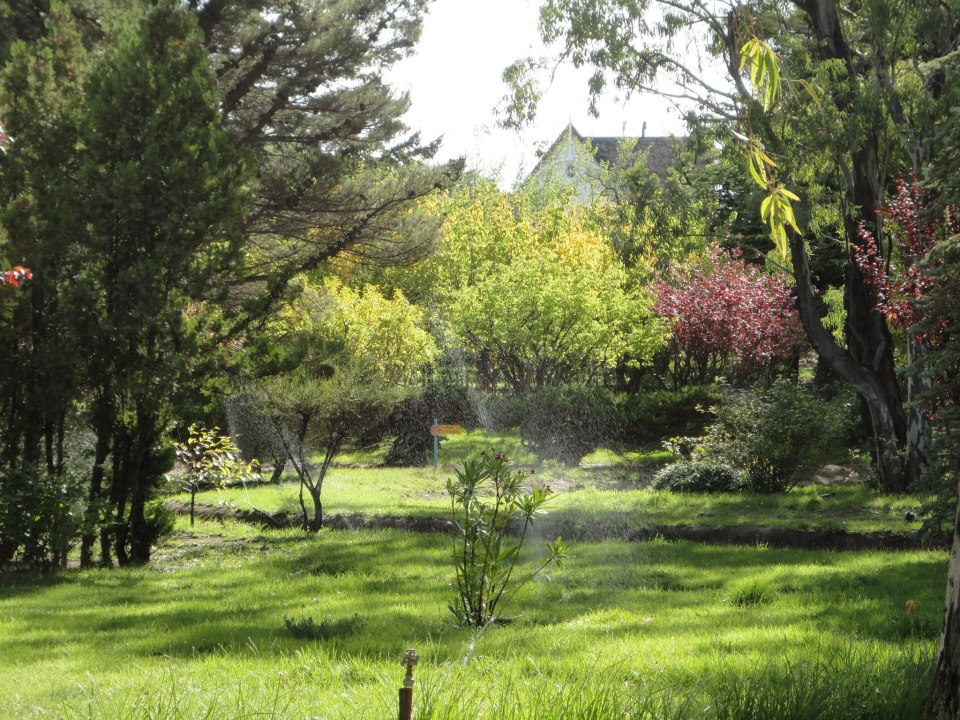
Vista de un sector del jardín histórico del Chalet Huergo, 2012.

El Chalet Huergo es un edificio y jardín histórico de Comodoro Rivadavia. Desde 2004, es un museo de carácter municipal. Fue declarado "Monumento Histórico Nacional" en 2019. El Chalet fue la casa de huéspedes de Dirección General de Explotación de Petróleo de Comodoro Rivadavia (Chubut) y luego, de la empresa petrolera estatal argentina Yacimientos Petrolíferos Fiscales (Y.P.F.). Es uno de los edificios más antiguos de la ciudad de Comodoro Rivadavia, ya que fue construido alrededor de 1919, y su historia está estrechamente relacionada con las políticas económicas de la Argentina.
El edificio histórico y su jardín es uno de los últimos lugares que guardan el esplendor y poder que representó la estatal YPF en la ciudad.

## Historia
La zona del Chalet Huergo fue urbanizada con la construcción de la ruta nacional 3 que comunicó el pueblo de Comodoro con el yacimiento naciente en Kilómetro 3 desde el descubrimiento del petróleo en 1907. Además, desde 1910 en su parte costera con el desaparecido ferrocarril de Comodoro Rivadavia a Colonia Sarmiento que mantuvo trabajos constantes el cercano punto del apeadero Muelle YPF. 
Entre 1919 y 1920 se construye la "Casa de la Dirección General", en la entonces pequeña localidad de Comodoro Rivadavia. A tres kilómetros de distancia del pueblo, el Estado argentino había encontrado petróleo en 1907. A partir de este hecho, comenzó a tomar forma una rudimentaria industria petrolera con la creación de la Dirección General de Explotación de Petróleo de Comodoro Rivadavia (1910).
Esta Casa sirvió de hospedaje para el personal superior que arribaba al primitivo yacimiento. Cuando se crea Y.P.F. (1922), pasó a conocerse como Chalet Huergo y mantuvo su función, ahora bajo la gestión de la empresa petrolera estatal. De esta manera, albergó a los directores de la empresa, administradores, ingenieros superiores, presidentes argentinos y extranjeros, que arribaban a Comodoro Rivadavia.

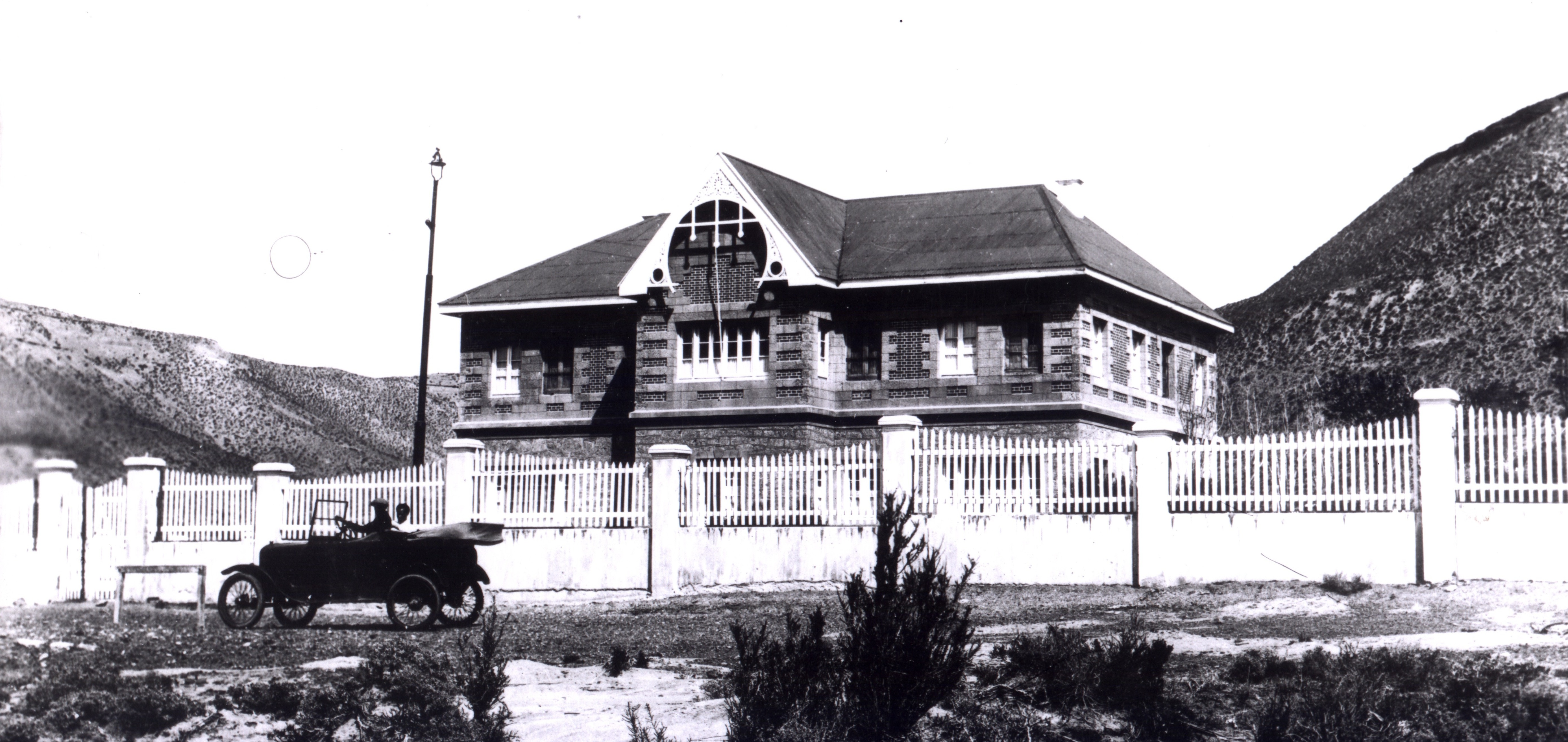
Antigua fachada del Chalet Huergo, alrededor de 1924.

Hacia 1941, el Chalet se amplía y se moderniza, naciendo la primera etapa de su jardín. Asimismo, en ese periodo cambió su fisonomía y su arquitectura. En la actualidad, es conocido por su fachada "pintoresquista" y por su amplio jardín parquizado.
Para los años setenta se termina de definir su jardín de cinco hectáreas actual. Un parque diseñado y construido en un suelo de estepa, que se vio embellecido por las obras de arte realizadas por el artista italiano Bruno Pieragnoli, vinculadas a la actividad y el trabajador petrolero.
En 1965 el edificio recibió su visita más importante cuando el Sah de Persia permaneció un cuarto una cuarto de día en Comodoro. La visita estuvo acompañada por el presidente Arturo Ilia y la emperatriz Farah Diba. Para tamaño evento el edificio recibió importantes cambios; e construyó un baño en la planta baja, alfombra roja imponente, cerraduras, picaportes y griferías hechas en oro. Además, se cambiaron muebles, objetos decorativos y se ambientó detalladamente el lugar para que refleje las costumbres iraníes.
Con el cierre del ferrocarril Comodoro Rivadavia a Colonia Sarmiento en 1978 se terminó con el mantenimiento que se le efectuaba al talud del Chenque que era atravesado por la vía férrea desde la costanera rumbo a Km 3 y que pasaba justo por debajo del Chalet. Desde la construcción del ferrocarril desde 1910 el talud se mantuvo estabilizado con un sistema denominado "tablestacado", consistente en  la colocación de vigas de hierro verticales (como las mismas vías de ferrocarril que el sistema permitía sostener) atravesadas por tablones de quebracho y un relleno de tierra. Gracias al uso continuo se aseguró la protección costera por muchos años. Sin embargo, la finalización del puerto en 1996 trajo la ampliación de la escollera del puerto y, con ello, el cambio del movimiento de las corrientes marinas. Las mismas antes de ese proyecto movían alternadamente el material pedregoso desde la zona sur al norte y viceversa, según los vientos, pero manteniendo un equilibrio. Luego de la ampliación del puerto, toda la grava de la zona norte, donde está el chalet, derivó hacia la zona sur. De este modo, quedó desprotegida la restinga y propiciando la erosión en la playa de tanques, que incluso tuvo un deslizamiento y la empresa construyó un muro y después un enrocado para proteger la zona. Desde entonces, fue constante y rápida el avance del mar sobre el acantilado.

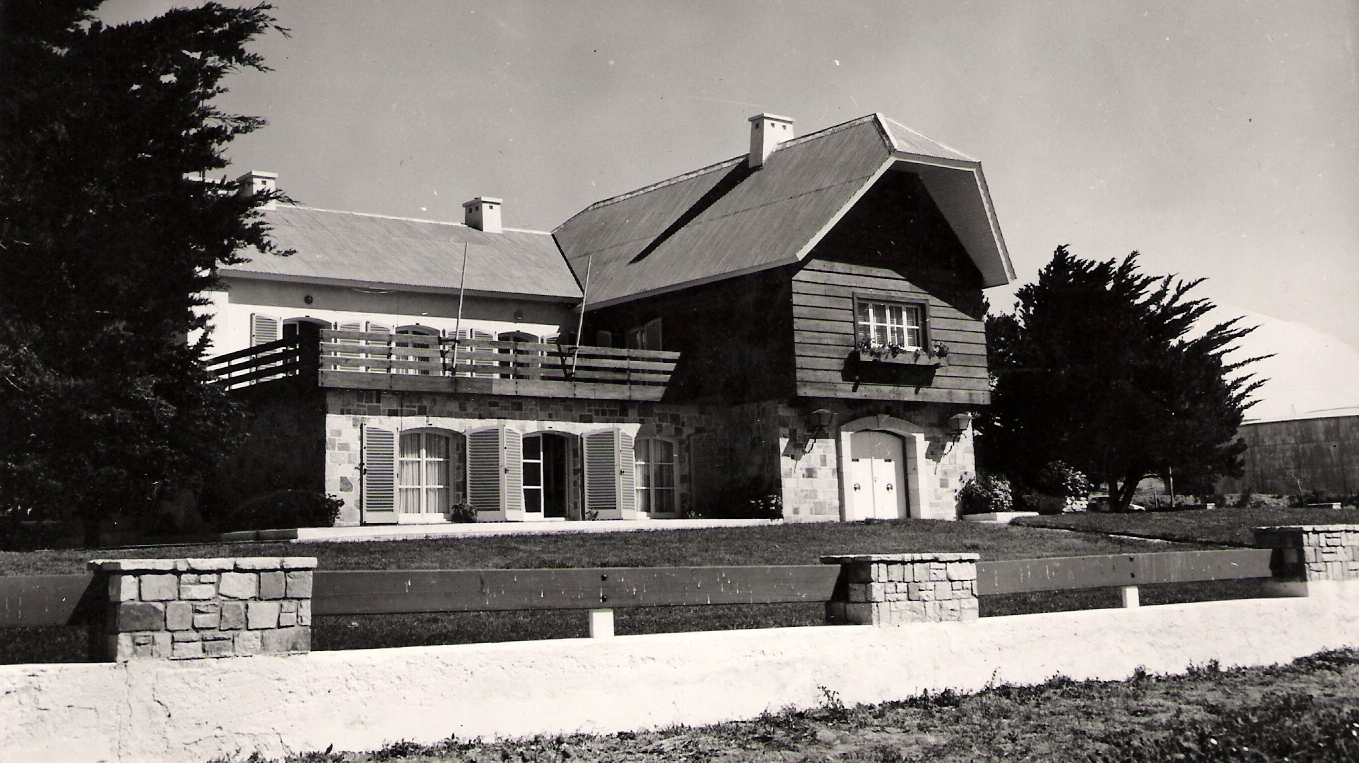
Fachada modernizada del Chalet Huergo, desde 1941 hasta la actualidad.

En 1995, tras la privatización de YPF, el Chalet Huergo es cedido a la Municipalidad de Comodoro Rivadavia, junto a otros inmuebles de la ciudad. La Municipalidad, a partir de una licitación, le cede por pocos años el edificio a la Escuela de Negocios de la Patagonia. Terminado el contrato el predio permaneció cerrado. En 2003, el edificio y su parque fueron abiertos al público, hasta la creación de un museo en su planta alta. Además, el municipio le entrega en comodato por diez años la planta baja a la Federación de Comunidades Extranjeras de la ciudad. A raíz de un incendio en la planta alta acaecido en 2010, el edificio vuelve a cerrar sus puertas al público, mientras se terminan los trabajos de limpieza, restauración y reciclaje de las colecciones y del inmueble.  
El edificio y su parque fueron declarados Patrimonio Histórico y Natural de Comodoro Rivadavia, en 2007, a partir de la aprobación de la Ordenanza por el Concejo Deliberante local. De esta forma, se considera al Chalet Huergo como un conjunto inseparable y de valor cultural para la ciudad. 
El 23 de marzo de 2010 se inició un incendio en la planta alta del edificio destruyó archivos valiosos e históricos de Comodoro Rivadavia. Fotografías, documentos, incluso mobiliario. Este siniestro casi destruye al edificio histórico y sacó de funcionamiento al joven museo.
En tanto, para 2014, se declaró Patrimonio Histórico y Cultural al Barrio General Mosconi, otorgándole al Chalet Huergo una nueva protección. 
El 19 de mayo de 2015 la Comisión Nacional de Monumentos, de Lugares y de Bienes Históricos, dependiente del Ministerio de Cultura de la Nación, declaró Monumento Histórico Nacional al Chalet Huergo y también a su jardín, dada su importancia como ícono de la otrora Y.P.F. La comisión define al lugar como: 

«un inmueble de existencia material, construido o edificado, donde tuvieron origen o transcurrieron hechos de carácter histórico, institucional o ético espiritual, que por sus consecuencias trascendentes resultan valiosos para la identidad cultural de la Nación, o bien sus características arquitectónicas singulares o de conjunto, lo constituyen en un referente válido para la historia del arte o de la arquitectura en la Argentina. Su preservación y presencia física –comprendido su entorno– tiene por finalidad transmitir y afirmar los valores históricos o estéticos que en ese bien se concretan».
Comisión Nacional de Monumentos, de Lugares y de Bienes Históricos

A pesar de esto, el Municipio de Comodoro Rivadavia, inició trabajos de remodelación del parque sin autorización de la Comisión Evaluadora local y con la negativa de la Comisión Nacional. La obra fue acusada de dañar la flora, intervenir el diseño original del jardín, la falta de previsión en la licitación del reciclaje del edificio y la realización de un muro de protección costera, en un sector expuesto a erosiones permanentes que provoca derrumbes en el sector y causa de grietas ya visibles tanto en el chalet como en el deteriorado quincho. Los daños puntuales fueron la quita de parte de los caminos internos originalmente de piedra, el desmantelamiento un galpón histórico que estaba en perfecto estado y se realizó una zanja con retroexcavadora que mató varios árboles. Para septiembre de 2016 sufrió el robo de la hélice que pertenecía al buque Petrolero "Director Madariaga" -que se incendió frente al muelle de YPF en 1965- estaba junto al ancla del mismo buque y formaba parte del Patrimonio Histórico de Comodoro Rivadavia. El elemento de hierro tenía 3,20 metros de diámetro y alrededor de 500 kilos.A fines de ese mismo año se inauguraron las remodelaciones: 1.200 metros de sendas peatonales con sectores para el deporte y la recreación, nuevo mobiliario urbano, iluminación led, juegos recreativos para niños estacionamiento  y estacionamiento para 500 vehículos.
El 6 de enero de 2017, el parque fue habilitado al público nuevamente, con la instalación de garitas para personal de seguridad, cámaras, baños químicos y cartelería. Además, se construyeron sendas peatonales de 1200 metros, se anexó mobiliario, luces led, un estacionamiento en el sector norte y otro en el sector sur, con capacidad para 500 vehículos, portal de ingreso, cerco y veredas perimetrales y se instalaron juegos para niños y diferentes secciones de estiramiento para los que hacen actividad física.

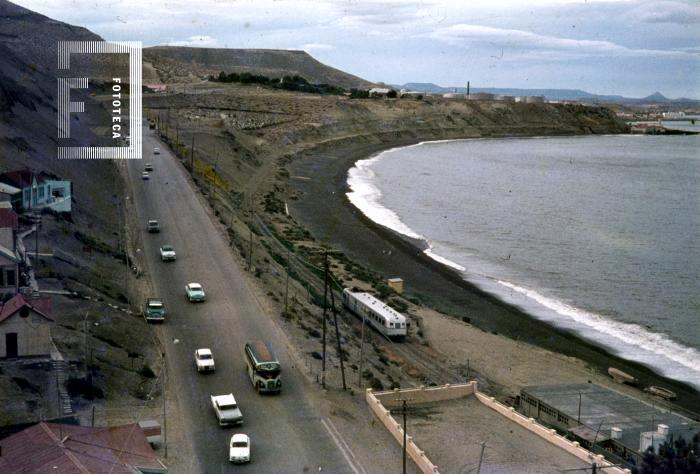
Ferrobús tras atravesar km 2 rumbo a estación Comodoro Rivadavia luego de pasar una extensa curva. Nótese al parque del Chalet Huergo y la inexistente erosión marina sobre el talud que contenía las vías ya para esos años y en intenso tráfico sobre la ruta Nacional 3

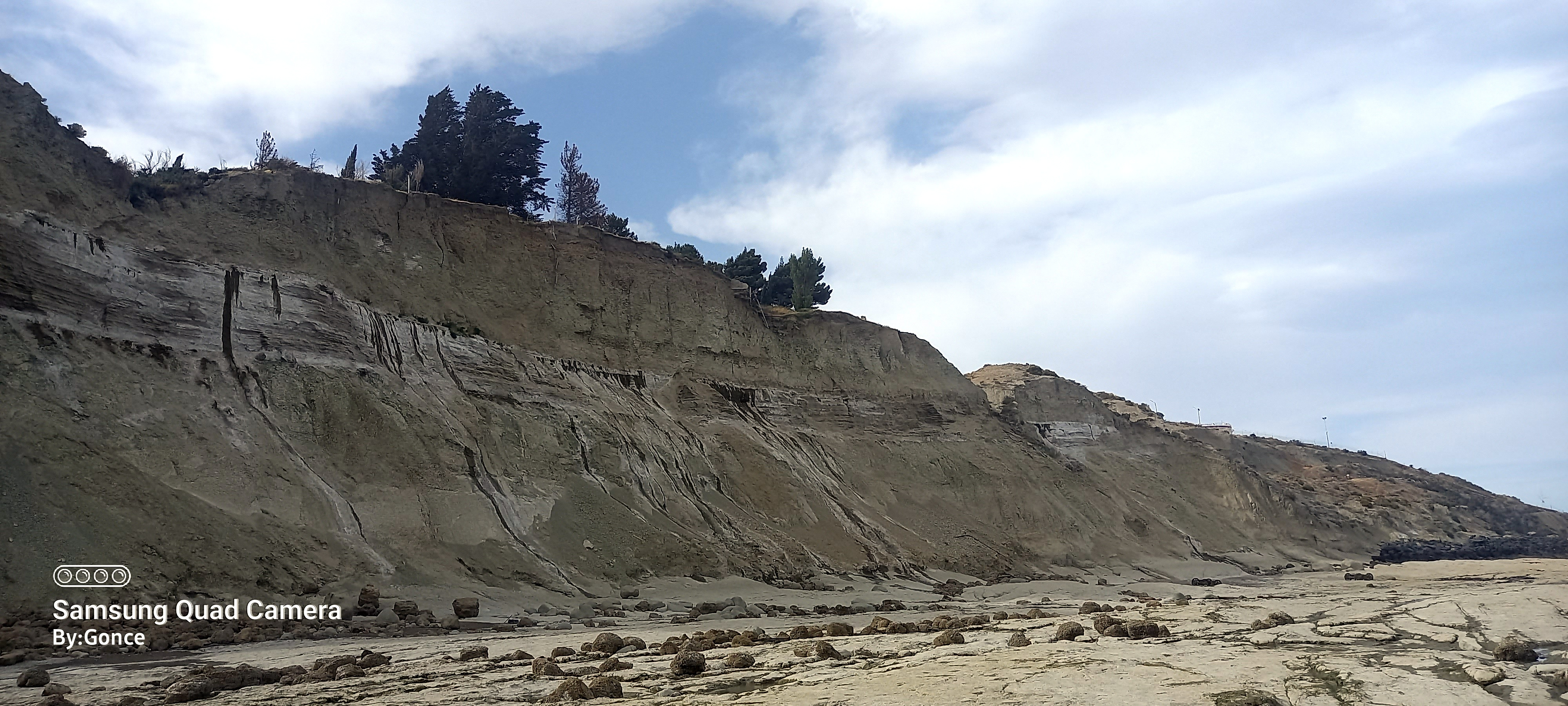
El acantilado sobre el que se emplaza el parque está gravemente erosionado por el mar y pone en peligro al monumento histórico. Como se observa el mar borro el terraplén ferroviario que resguardaba al monumento histórico.

Desde 2019 ante la potencialidad de accidentes por derrumbe del acantilado, sobre el cual se asienta el predio, la municipalidad decidió cerrar las visitas de los ciudadanos completamente. En noviembre de 2019, luego de varios proyectos presentados en el Congreso Nacional, se reconoce al Chalet Huergo, Monumento Histórico Nacional. En la actualidad, se están por iniciar varios proyectos que tienen como fin la preservación, guarda y uso de la unidad patrimonial que constituyen el Chalet Huergo y su jardín histórico. De este modo la UNPSJB realizó los estudios correspondientes para preservar el predio.
En 2021 con el estudio de la universidad concluido las visitas al parque fueron cerradas por la municipalidad, debido a la alarmante erosión marina que sufre el acantilado sobre el cual se emplaza el monumento nacional. Años antes el avance del mar ocasionó que el quincho del Chalet, que estaba cerca del acantilado, cediera y desapareciera. El avance del mar sobre el terreno, provocó la pérdida de terreno del cerco perimetral hacia adentro. Se estima que desde 2014 hasta la fecha ya se perdieron entre 7 y 8 metros en promedio, mientras que la proyección es que en 15 años más el borde del talud estaría ya en las puertas del edificio.
Las soluciones serían un “enrocado” de la base del acantilado. Mientras que la segunda remediación es un trabajo a base de un sistema de escalonamiento como el del Cerro Chenque, porque la vertical del acantilado que presenta muchas grietas de tensión en el borde. La obra fue presupuestada y accedió la recaudación del municipio, por lo que se pugna para que la provincia se haga cargo. La obra habría costado 240 millones de pesos, pero sin respuestas desde la gobernación. Por último se deberían instalar vigas gigantes en el perímetro del Chalet que estarían asentadas sobre bases profundas, de más de 10 metros de profundidad y que no cambiarían la fisonomía del chalet.
Para 2022 la grave erosión marina sobre el talud de los cerros, llevó a vecinos a alertar del inminente derrumbe del edificio histórico. Las grandes lluvias de 2017 y 2022 acentuaron el desmoronamiento y conllevaron que desde 2019 a 2023 no se volviera a habilitar el parque. El estado del predio, en noviembre de ese año, hizo que el gobernador Mariano Arcioni iniciara conversaciones con el ministro de Transporte de la Nación, Alexis Guerrera. El objetivo sería lograr fondos para esta y otras obras urgentes, ya que los trabajos requieren una gran inversión que excede las posibilidades de la provincia.

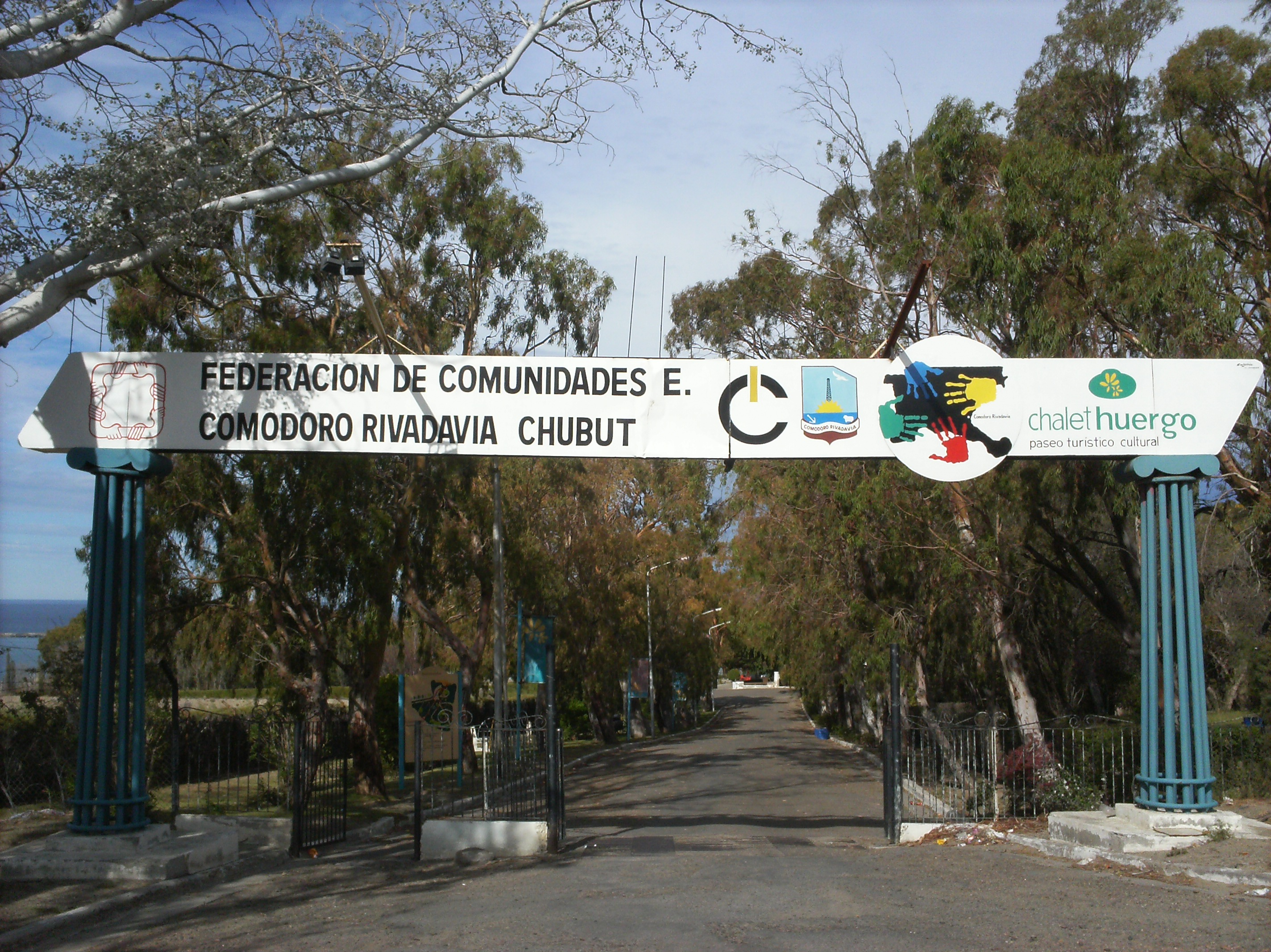
La entrada al paseo cultural Chalet Huergo en el año 2010. La cultura comodorense aún recuerda la Gobernación Militar de Comodoro Rivadavia.

En el año 2023 se inició un estudio, con drones del Nodo de Comodoro Conocimiento a cargo del equipo técnico de la UNPSJB ,para medir el grado de la erosión costera de la zona del talud del cerro Chenque desde el puerto hasta el Chalet Huergo. El objetivo fue tener una  proyección de cuál es la erosión que tiene la zona costera respecto al mar y el movimiento de suelo del cerro Chenque, lo cual nos va a permitir saber qué grado de desplazamiento tiene el mismo; si va a ser necesario hacer nuevas obras de aterrazamiento o estabilidad.
En agosto de 2023 se llegó a la conclusión que en la zona costera entre el puerto de Comodoro y el Chalet Huergo, entre 1968 y 2023, se puede calcular una tasa de retroceso de la costa en valores van entre 60 centímetros y 1,10 metro. De este modo, se concluye que la costa se retira un metro hacia atrás en promedio por año. Actualmente, los geólogos de la UNPSJB consideran que la construcción de obras civiles en el mar como la del puerto modificó el perfil de playa ya que se generó un cambio en la forma en que las olas chocan contra la costa y dónde lo hace. El cambio en las corrientes marinas y la incidencia del oleaje sobre la costa que el talud del cerro Chenque se venía registrando como constante, pero se agravó desde 1996 cuando fue concluido el puerto. Eso se intensifica en las tormentas y el cambio climático que aumenta el nivel del mar. Además, los profesionales aseguran que el sedimento va a parar a las aguas que rodean al puerto y no la playa lo que agrava la erosión. Ante esto el dragado del puerto fue licitado. En los siguientes días se concluyó que la masa a desplazarse próximamente sería de unos 150.000 metros cúbicos, equivalente a 300.000 toneladas y que el frente costero ya habría perdido a lo largo de los años de erosión unos 250.000 metros cúbicos acumulados de bajo del mar que hoy hacen dificultosa la operatividad del puerto por quitar profundad a la costa que rodea.
Para septiembre desde la municipalidad se reconocía que ya casi no hay defensas costeras que permitan preservar el frente costero y que por la erosión  el Chalet Huergo tenía un quincho que desapareció porque se lo llevó el mar y el propio edificio tiene rajaduras por la falta de protección costera. Además, es necesaria una segunda etapa del aterrazamiento del Cerro Chenque, que sería la cara costera del cerro. A pesar de que hace más de tres años y medio la municipalidad viene reclamando al gobierno provincial que haga la protección costera; ya que es jurisdicción de provincia, no se avanzó en lo más mínimo. Esto conllevó a que el Chalet Huergo entre en inminente riesgo de perderse. De esta manera, con las sucesivas marejadas extraordinarias se formó una nueva grieta en el acantilado y afectó al cerco de material del edificio. Se estimó que de seguir la erosión el edificio histórico quedaría colgado en el corto plazo por el rápido declive del acantilado. Ya para fines de septiembre las autoridades municipales calificaban crítica situación del Chalet Huergo. De este modo, el intendente Juan Pablo Luque; ante el desentendimiento de las autoridades provinciales, estaba buscando una solución junto a vialidad y las operadoras petroleras que proporcionarán algunos materiales premoldeados para crear una contención hasta la zona del Chalet. En tanto, luego de siete días más el mismo intendente declaró que el Chalet no tenía más tiempo y que las autoridades nacionales de Vialidad Nacional estaban comprometidas junto con las petroleras YPF, CAPSA y Pan American, quienes proporcionaron camiones con premoldeados de hormigón pesado para construir un muro de contención en toda la zona.
Hacia marzo de 2024 la obra no tuvo avance alguno y vecinos advirtieron que la estructura del edificio sigue siendo dañada al aparecer nuevas fisuras que aparecen en el interior como en el exterior. Además, se señalo el talud pierde con cada marejada entre 50 y 80 centímetros. Esto conlleva a que permanecer en el edificio histórico como deambular por la playa sea un riesgo latente ante un inminente colapso del talud y del edificio.
Para julio, ante la grave situación ducto de la erosión costera que recortó más aún el acantilado, se produjo la declaración de emergencia costera impulsada por el gobierno provincial. El gobierno provincial reconoció que el retroceso del talud hizo desaparecer parte del jardín y ya puso muy comprometida la estructura del edificio. No obstante, los esfuerzos provinciales no serían suficientes al conocerse que el costo estimado para proteger el sector del Chalet Huergo hacia el Centro y la zona del camino Ara San Juan asciende a 12.500 millones de pesos, frente a un aporte inicial que Provincia entregará por 600 millones.

## Jardín histórico
El Chalet Huergo, cuenta con una jardín de cinco hectáreas, que constituye uno de los pulmones verdes de la ciudad. Fue diseñado y construido hacia la década del '70. Cuenta con cinco esculturas originales del artista italiano Bruno Pieragnoli, quien además, era un empleado de Y.P.F. Pieragnoli también armó en el parque un museo de arte al aire libre, con antiguas herramientas y maquinarias petroleras en desuso.De acuerdo a la Carta de Florencia (1981) sobre jardines históricos, se define como:

«un jardín histórico es una composición arquitectónica y vegetal que, desde el punto de vista de la historia o del arte, tiene un interés público”, y como tal, es considerado un monumento. La composición arquitectónica del jardín histórico se basa en su trazado y los diferentes perfiles del terreno; sus masas vegetales (especies, volúmenes, juego de colores, distancias, alturas respectivas); sus elementos constructivos o decorativos; y las aguas en movimiento o en reposo. El parque del Chalet Huergo, estaría dentro de la lógica de un parque de naturaleza paisajista, ya que fue construido y diseñado, y dado su tamaño (cinco hectáreas) y su variedad arbórea, no se trata de un jardín menor. Si está unido a un edificio, forman un complemento inseparable, asimismo, el jardín histórico no puede desligarse de su propio entorno urbano. Asimismo, "es un lugar apacible que favorece el contacto humano, el silencio y la escucha de la naturaleza.»
Carta de Florencia

La misma carta recomienda su conservación en un entorno apropiado:

«Toda modificación del medio físico que ponga en peligro el equilibrio ecológico debe ser proscripta. Si bien todo jardín histórico está destinado a ser visto y recorrido, su acceso debe ser restringido en función de su extensión y su fragilidad, de forma que se preserven su integridad física y su mensaje cultural. Es importante comprender que el parque-jardín del Chalet no es una plaza ni un parque público, es un jardín histórico y un paseo cultural.»
Autor

### Parque
En el espacio contiguo al jardín histórico se inauguró la primera etapa del nuevo parque forestado público de la ciudad. El nuevo espacio verde fue dotado de numerosas plantas, bancos, espacios recreativos y juegos infantiles. En tanto, en el año 2025 se finalizó la segunda etapa con la incorporación de más juegos infantiles, wi-fi, playones deportivos, balcón mirador y un escenario destinado a eventos culturales.

### Residencias y estadías históricas
Sah de Persia y la emperatriz Farah Diba.
Pedro Eugenio Aramburu.
Arturo Frondizi.
Arturo Illia.
Juan Carlos Onganía.
Alejandro Lanusse.
Jorge Rafael Videla.
Leopoldo Galtieri.
Raúl Alfonsín.
Víctor Paz Estenssoro: presidente de Bolivia.
Silvina Bullrich: escritora.
Enrique Mosconi: primer presidente de YPF.
Manoutcher Eghbal: presidente y director general de la Sociedad Nacional de Petróleos de Irán.
Francesco Principe: subsecretario de Participaciones Estatales de la República Italiana.

## Museo Chalet Huergo
El Museo Chalet Huergo fue creado en 2004 por la Municipalidad de Comodoro Rivadavia para poner en valor la historia del edificio y su entorno. Esta institución refleja la historia del Chalet Huergo y la de su jardín histórico, ícono de la época de esplendor de la empresa estatal YPF; además de tratar distintos aspectos vinculados a la vida social y laboral de los empleados de dicha empresa y de su antecesora, la Dirección General de Explotación del Petróleo de Comodoro Rivadavia (dependencia creada en 1910 y presidida por el ing. Luis A. Huergo).
Tras el incendio de 2010 no volvió a funcionar en el edificio.

## Arquitectura
Tiene un estilo pintoresquista, construido en piedra y hormigón con mampostería de ladrillo revocado y terminaciones en madera. Posee con una cubierta de techo con pendientes quebradas.
Su gran jardín le da un marco único y enfatiza su privilegiada panorámica visual frente al mar y rodeado de los cerros Chenque y Viteau.